# Araneus hirsutulus
Araneus hirsutulus är en spindelart som först beskrevs av Ferdinand Stoliczka 1869.  Araneus hirsutulus ingår i släktet Araneus och familjen hjulspindlar. Inga underarter finns listade i Catalogue of Life.